# Anna Szymańska
Anna Szymańska (ur. 5 grudnia 1988 w Szczecinie) – piłkarka nożna występująca na pozycji bramkarza, reprezentantka Polski i trener UEFA A. Trenerka ekstraligowej drużyny KKS Czarni Antrans Sosnowiec. Była asystentem trenera kadry województwa zachodniopomorskiego dziewcząt do lat 16 (2009-2010). Była trenerem kadry województwa wielkopolskiego do lat 13.

## Reprezentacja seniorska
- Polska - Białoruś 5:1 (17.04.2011)[1].
- Wyspy Owcze - Polska 0:3 (08.05.2014)
- Polska- Estonia 5:1 (16.07.2014)
- Polska - Belgia 1:1 (17.09.2021)
- Armenia - Polska 0:1 (21.09.2021)

## Kluby
- 1999-2002 klub sportowy Roma Szczecin (II liga piłki nożnej kobiet)
- 2002-2007 klub sportowy TKKF Gryf Szczecin (od 2007/2008 I liga piłki nożnej kobiet),
- 2007-2008 klub sportowy KKPK Medyk Konin (Ekstraliga piłki nożnej kobiet),
- 2008-2010 klub sportowy TKKF Gryf Sedina Szczecin (I liga piłki nożnej kobiet),
- 2010-2011 klub sportowy Pogoń Szczecin Women (I liga i Ekstraliga piłki nożnej kobiet).
- 2012- lipiec 2017 klub sportowy KKPK Medyk Konin
- lipiec 2017 -  KKS Czarne Sosnowiec (Ekstraliga Kobiet)

## Osiągnięcia sportowe
- zdobywczyni Pucharu Polski z Medykiem Konin (2008, 2013, 2014, 2015, 2016 i 2017) i Czarnymi Sosnowiec (2021, 2022)
- zdobywczyni Mistrza Polski z Medykiem Konin (2014, 2015 i 2016) i Czarnymi Sosnowiec (2021)
- uczestniczka Ligi Mistrzów z Medykiem Konin (2014 i 2015) i Czarnymi Sosnowiec (2021)
- wicemistrzostwa Polski z Medykiem Konin (w sezonie 2007/2008 oraz 2012/2013),
- dwukrotnie finalistka Pucharu Polski (2009 z Gryfem Szczecin, 2010 z Pogonią Szczecin Women)
- uczestniczka letniej Uniwersjady w 2009 w Belgradzie
- laureatka plebiscytu "Głosu Szczecińskiego" na najlepszą piłkarkę województwa zachodniopomorskiego w 2009 i 2010
- najlepsza bramkarka w Polsce w plebiscycie Polskiego Związku Piłkarzy (2008, 2014, 2015 i 2017)
- najlepsza piłkarka Ekstraligi w plebiscycie Polskiego Związku Piłkarzy (2014)
- zdobywczyni Mistrza Polski z kadrą Wielkopolski U-13 jako trener (Ostróda 11.06.2014)

## Liga Mistrzów 2014
- WFC SFK- Medyk Konin 0:3
- Aland United- Medyk Konin 0:7
- ZFK Koczani- Medyk Konin 0:11

### 1/16
- Medyk Konin- Glasgow City 2:0 (08.10.2014)